# 阿尔文·斯拉赫特
阿尔文·斯拉赫特（荷蘭語：Arvin Slagter，1985年10月19日—），荷兰男子篮球运动员，2022年欧洲杯三人篮球赛男子铜牌得主、2024年夏季奥林匹克运动会男子三人篮球金牌得主。